# تشارلز براون (ملاكم)
تشارلز براون (بالإنجليزية: Charles Brown) (28 فبراير 1939 بسينسيناتي في الولايات المتحدة - ) هو ملاكم أمريكي. شارك في ملاكمة في الألعاب الأولمبية الصيفية 1964 – وزن الريشة ‏ والألعاب الأولمبية الصيفية 1964.

## وصلات خارجية
- تشارلز براون على موقع أوليمبيديا (الإنجليزية)